# Zaessingue
Zaessingue település Franciaországban, Haut-Rhin megyében. Lakosainak száma 380 fő (2022. január 1.). Zaessingue Kœtzingue, Rantzwiller, Wahlbach, Franken, Jettingen, Helfrantzkirch és Magstatt-le-Haut községekkel határos.

## Népesség
A település népessége az elmúlt években az alábbi módon változott:
| Lakosok száma | 374  | 382  | 383  | 378  | 383  | 379  | 391  | 386  | 380  |
|               | 2013 | 2015 | 2016 | 2017 | 2018 | 2019 | 2020 | 2021 | 2022 |